# Fiji nos Jogos Olímpicos de Verão de 2024
Fiji competiu nos Jogos Olímpicos de Verão de 2024 em Paris de 26 de julho a 11 de agosto de 2024. Desde a estreia da nação em 1956, atletas fijianos apareceram em todas as edições dos Jogos Olímpicos de Verão, exceto em duas ocasiões. Fiji não conseguiu registrar nenhum atleta nas Olimpíadas de Verão de 1964 em Tóquio e eventualmente se juntou ao boicote liderado pelos estadunidenses quando Moscou sediou as Olimpíadas de Verão de 1980.

## Medalhistas
| Medalha | Nome | Esporte      | Evento            | Data        |
| ------- | --- | ------------ | ----------------- | ----------- |
| 2       | Ponepati Loganimasi Iosefo Masi Jerry Matana Sevuloni Mocenacagi Waisea Nacuqu Joji Nasova Josaia Raisuqe Kaminieli Rasaku Selestino Ravutaumada Filipe Sauturaga Joseva Talacolo Terio Tamani Iowane Teba Jerry Tuwai | Rugby sevens | Torneio masculino | 27 de julho |

## Competidores
Abaixo está a lista do número de competidores nos Jogos.
| Esporte       | Masculino | Feminino | Total |
| ------------- | --------- | -------- | ----- |
| Atletismo     | 1         | 0        | 1     |
| Judô          | 1         | 0        | 1     |
| Natação       | 1         | 1        | 2     |
| Rugby sevens  | 12        | 13       | 25    |
| Taekwondo     | 0         | 2        | 2     |
| Tênis de mesa | 1         | 0        | 1     |
| Vela          | 1         | 1        | 2     |
| Total         | 15        | 14       | 29    |

## Atletismo
Fiji recebeu vagas de Universalidade da IAAF para enviar um atleta para os Jogos.
- Nota– As posições para os eventos de pista são em relação à bateria do atleta
- Q = Qualificado para a próxima fase
- q = Qualificado para a próxima fase como o perdedor mais rápido ou, em eventos de campo, pela posição sem atingir o alvo para qualificação
- NR = Recorde nacional
- N/A = Fase não aplicável para o evento
- Bye = Atleta não precisou disputar aquela fase

Eventos de pista e estrada
| Atleta       | Evento          | Eliminatória | Eliminatória | Quartas-de-final | Quartas-de-final | Semifinal   | Semifinal   | Final       | Final       |
| Atleta       | Evento          | Resultado    | Posição      | Resultado        | Posição          | Resultado   | Posição     | Resultado   | Posição     |
| ------------ | --------------- | ------------ | ------------ | ---------------- | ---------------- | ----------- | ----------- | ----------- | ----------- |
| Waisake Tewa | 100 m masculino | 10.73        | 7            | Não avançou      | Não avançou      | Não avançou | Não avançou | Não avançou | Não avançou |

## Judô
Fiji inscreveu um judoca para o torneio olímpico baseado no Ranking olímpico individual da International Judo Federation.
Masculino
| Atleta          | Evento  | Fase de 32           | Oitavas-de-final     | Quartas-de-final     | Semifinais           | Repescagem           | Final / BM           | Final / BM  |             |
| Atleta          | Evento  | Adversário Resultado | Adversário Resultado | Adversário Resultado | Adversário Resultado | Adversário Resultado | Adversário Resultado | Posição     |             |
| --------------- | ------- | -------------------- | -------------------- | -------------------- | -------------------- | -------------------- | -------------------- | ----------- | ----------- |
| Gerard Takayawa | +100 kg | —                    | SVK Fízeľ L 00–10    | Não avançou          | Não avançou          | Não avançou          | Não avançou          | Não avançou | Não avançou |

## Rugby sevens

### Torneio masculino
A seleção nacional de rugby sevens de Fiji se classificou para as Olimpíadas ao garantir a terceira das quatro vagas disponíveis na World Rugby Sevens Series de 2022–23.
Elenco masculino
- Evento de equipe masculino – 1 equipe de 12 jogadores

| Pos | Equipe         | Pts | J | V | E | D | PP | PC | SP  | Classificado     |
| --- | -------------- | --- | - | - | - | - | -- | -- | --- | ---------------- |
| 1   | Fiji           | 9   | 3 | 3 | 0 | 0 | 97 | 36 | +61 | Quartas de final |
| 2   | França         | 6   | 3 | 1 | 1 | 1 | 43 | 43 | 0   | Quartas de final |
| 3   | Estados Unidos | 6   | 3 | 1 | 1 | 1 | 57 | 67 | −10 | Quartas de final |
| 4   | Uruguai        | 3   | 3 | 0 | 0 | 3 | 41 | 92 | −51 |                  |

| 24 julho 2024 17:00 |           |                                                              |                                                    |
| Fiji | 40–12     | Uruguai                                                      | Stade de France, Paris Árbitro: GBR Ben Breakspear |
| Tries: Nasova (2) 2' m, 7' c Loganimasi 5' c Nacuqu 8' c Teba 11' c Ravutaumada 15' c Conv.: Nacuqu (3/4) 6', 7', 8' Teba (1/1) 12' Tamani (1/1) 25' | Relatório | Tries: González 4' c Basso 10' m Conv.: Lijtenstein (1/1) 4' | Stade de France, Paris Árbitro: GBR Ben Breakspear |

| 24 julho 2024 20:30 |           |                                                 |                                                |
| Fiji | 38–12     | Estados Unidos                                  | Stade de France, Paris Árbitro: AUS Jordan Way |
| Tries: Teba 2' m Rasaku 4' c Ravutaumada 5' m Raisuqe 7' m Baleiwairiki 8' m Nacuqu 10' c Conv.: Teba (4/5) 3', 5', 7', 9' | Relatório | Tries: Bizer 5' c Baker 11' m Conv.: Hughes 12' | Stade de France, Paris Árbitro: AUS Jordan Way |

| 25 julho 2024 15:30                                                                |           |                                                                    |                                               |
| Fiji                                                                               | 19–12     | França                                                             | Stade de France, Paris Árbitro: RSA AJ Jacobs |
| Tries: Tuwai 6' m Rasaku 9' c Nasova 13' c Conv.: Teba (1/2) 10' Veilawa (1/1) 14' | Relatório | Tries: Grandidier Nkanang 4' m Timo 15' c Conv.: Rebbadj (1/1) 16' | Stade de France, Paris Árbitro: RSA AJ Jacobs |

| 25 julho 2024 22:00                                                                      |           |                                         |                                                |
| Fiji                                                                                     | 19–15     | Irlanda                                 | Stade de France, Paris Árbitro: NZL Nick Hogan |
| Tries: Baleiwairiki 1' c Nasova 12' c Nacuqu 12' m Conv.: Teba (1/1) 2' Tamani (1/1) 13' | Relatório | Tries: Mullins (2) 5' m, 7' m Ward 9' m | Stade de France, Paris Árbitro: NZL Nick Hogan |

| 27 julho 2024 16:00 |           |                                            |                                               |
| Fiji | 31–7      | Austrália                                  | Stade de France, Paris Árbitro: RSA AJ Jacobs |
| Tries: Nasova 8' c Baleiwairiki 8' c Rasaku 11' c Ravutaumada 14' c Conv.: Teba (2/2) 8', 9' Nacuqu (2/2) 15' Penais: Veilawa (1/1) 14' | Relatório | Tries: Dowling 6' c Conv.: Roache (1/1) 6' | Stade de France, Paris Árbitro: RSA AJ Jacobs |

| 27 julho 2024 19:45 |           |                                           |                                                |
| França | 28–7      | Fiji                                      | Stade de France, Paris Árbitro: AUS Jordan Way |
| Tries: Joseph 5' c Grandidier 8' c Dupont (2) 13' c, 15' c Conv.: Rebbadj (1/1) 6' Riva (2/2) 8', 13' Barraque (1/1) 15' | Relatório | Tries: Talacolo 2' c Conv.: Teba (1/1) 2' | Stade de France, Paris Árbitro: AUS Jordan Way |

### Torneio feminino
A seleção feminina de rúgbi sevens de Fiji se classificou para as Olimpíadas em virtude da classificação mais alta da nação elegível, ainda não qualificada, no Campeonato de Sevens da Oceania de 2023.
Elenco feminino
- Evento de equipe feminina – 1 equipe de 12 jogadoras

| Pos | Equipe        | Pts | J | V | E | D | PP  | PC | SP  | Classificado     |
| --- | ------------- | --- | - | - | - | - | --- | -- | --- | ---------------- |
| 1   | Nova Zelândia | 9   | 3 | 3 | 0 | 0 | 114 | 19 | +95 | Quartas de final |
| 2   | Canadá        | 7   | 3 | 2 | 0 | 1 | 50  | 64 | −14 | Quartas de final |
| 3   | China         | 5   | 3 | 1 | 0 | 2 | 62  | 81 | −19 | Quartas de final |
| 4   | Fiji          | 3   | 3 | 0 | 0 | 3 | 33  | 95 | −62 |                  |

| 28 julho 2024 17:30                                                               |           |                                                                         |                                                |
| Fiji                                                                              | 14–17     | Canadá                                                                  | Stade de France, Paris Árbitro: HKG Craig Chan |
| Tries: Rokotuisiga 9' c Likuceva 15' c Conv.: Naimasi (1/1) 9' Ulunisau (1/1) 15' | Relatório | Tries: Symonds 4' c Williams 6' m Wardley 12' m Conv.: Daniels (1/3) 5' | Stade de France, Paris Árbitro: HKG Craig Chan |

| 28 julho 2024 21:00                                      |           | |                                                       |
| Fiji                                                     | 12–40     | China | Stade de France, Paris Árbitro: NZL Maggie Cogger-Orr |
| Tries: Nakoci 3' c Delaiwau 9' m Conv.: Naimasi (1/2) 3' | Relatório | Tries: Wang 1' m Yang 5' c Yan 7' c Chen 8' c Liu 11' c Dou 13' c Conv.: Gu (4/4) 5', 8', 9', 12' Chen (1/1) 13' | Stade de France, Paris Árbitro: NZL Maggie Cogger-Orr |

| 29 julho 2024 16:30 |           |                                               |                                               |
| Nova Zelândia | 38–7      | Fiji                                          | Stade de France, Paris Árbitro: USA Kat Roche |
| Tries: Miller 1' c Felix-Hotham 5' c Waaka (2) 7' c, 9' c Blyde 10' m Nuku 13' m Conv.: Pouri-Lane (4/4) 1', 5', 8', 10' | Relatório | Tries: Buleki 14' c Conv.: Ulunisau (1/1) 15' | Stade de France, Paris Árbitro: USA Kat Roche |

## Natação
Fiji enviou dois nadadores para competir nas Olimpíadas de Paris em 2024.
| Atleta             | Evento               | Chave | Chave | Semifinal   | Semifinal   | Final       | Final       |
| Atleta             | Evento               | Tempo | Pos.  | Tempo       | Pos.        | Tempo       | Pos.        |
| ------------------ | -------------------- | ----- | ----- | ----------- | ----------- | ----------- | ----------- |
| David Young        | 50 m livre masculino | 22.71 | 40    | Não avançou | Não avançou | Não avançou | Não avançou |
| Anahira McCutcheon | 50 m livre feminino  | 26.88 | 37    | Não avançou | Não avançou | Não avançou | Não avançou |

## Taekwondo
Pela primeira vez, Fiji qualificou dois atletas para competir nos jogos. Venice Traill se classificou para os jogos após o triunfo de vencer a partida pela medalha de ouro, em suas categorias de peso; enquanto isso, Lolohea Navuga Naitasi se classificou para os jogos, garantindo as realocações da vaga na Nova Zelândia; no Torneio de Qualificação da Oceania de 2024 em Honiara, Ilhas Salomão.
| Atleta                 | Evento          | Oitavas de final     | Quartas de final     | Semifinais           | Repescagem           | Final / DB           | Final / DB  |
| Atleta                 | Evento          | Adversária resultado | Adversária resultado | Adversária resultado | Adversária resultado | Adversária resultado | Pos.        |
| ---------------------- | --------------- | -------------------- | -------------------- | -------------------- | -------------------- | -------------------- | ----------- |
| Lolohea Navuga Naitasi | –67 kg feminino | JOR J Al-Sadeq L 0–2 | Não avançou          | Não avançou          | Não avançou          | Não avançou          | Não avançou |
| Venice Traill          | +67 kg feminino | GBR R McGowan L 0–2  | Não avançou          | Não avançou          | Não avançou          | Não avançou          | Não avançou |

## Tênis de mesa
Fiji inscreveu um jogador de tênis de mesa para participar do torneio olímpico. Vicky Wu se classificou para os jogos nas competições de simples masculino, por meio das realocações da cota da Oceania, no ranking mundial.
| Atleta   | Evento               | Preliminar           | Rodada 1             | Rodada 2             | Rodada 3             | Oitavas              | Quartas              | Semifinal            | Final                | Final       |
| Atleta   | Evento               | Adversária resultado | Adversária resultado | Adversária resultado | Adversária resultado | Adversária resultado | Adversária resultado | Adversária resultado | Adversária resultado | Pos.        |
| -------- | -------------------- | -------------------- | -------------------- | -------------------- | -------------------- | -------------------- | -------------------- | -------------------- | -------------------- | ----------- |
| Vicky Wu | Individual masculino | —                    | GBR Pitchford L 0–4  | Não avançou          | Não avançou          | Não avançou          | Não avançou          | Não avançou          | Não avançou          | Não avançou |

## Vela
Os velejadores fijianos qualificaram um barco em cada uma das seguintes classes no Sail Sydney 2023, em Sydney, Austrália.
| Atleta         | Evento | Regata | Regata | Regata | Regata | Regata | Regata | Regata | Regata | Regata     | Regata     | Regata | Regata | Regata | Pontos | Final |
| Atleta         | Evento | 1      | 2      | 3      | 4      | 5      | 6      | 7      | 8      | 9          | 10         | 11     | 12     | M*     | Pontos | Final |
| -------------- | ------ | ------ | ------ | ------ | ------ | ------ | ------ | ------ | ------ | ---------- | ---------- | ------ | ------ | ------ | ------ | ----- |
| Viliame Ratulu | ILCA 7 | 43     | 43     | 41     | 41     | 42     | 42     | 32     | 42     | Canceladas | Canceladas | —      | —      | EL     | 283    | 43    |
| Sophia Morgan  | ILCA 6 | 33     | 28     | 20     | 38     | 40     | 38     | 33     | 38     | 29         | Canceladas | —      | —      | EL     | 257    | 37    |

M = Regata da medalha; EL = Eliminado – não avançou à regata da medalha